# Стеноз аортального клапана
Стеноз аортального клапана (синонім: стеноз гирла аорти) — звуження отвору аортального клапана, що перешкоджає нормальному току крові з лівого шлуночка в аорту.

## Епідеміологія
Аортальний стеноз — дуже поширена вада серця у дорослих (70-85 % випадків серед всіх вад). Приблизно 2 % людей старше 65, 3 % людей старше 75, 4 % людей старше 85 мають дану патологію.

## Етіологія
Найчастіше, аортальний стеноз пов'язаний з атеросклерозом заслінок аортального клапана та наступним виразкуванням бляшок і рубцевим зрощенням заслінок або вродженого двостулкового. Інший етіологічний фактор — гостра ревматична гарячка. Значно рідше аортальний стеноз може виникати при хронічній нирковій недостатності, карциноїдному синдромі, цукровому діабеті, хворобі Педжета, системному червоному вовчаку та охронозі.

## Патогенез
При звуженні просвіту аортального клапана (внаслідок зрощення, склерозу, потовщенні фіброзного кільця клапана) виникає додатковий опір при викиді крові з лівого шлуночка серця в аорту під час систоли. Як наслідок виникає компенсаторна гіпертрофія міокарда, хоча тиск в аорті залишається нормальним. Заслінки аортального клапана при систолі прикривають отвори коронарних артерії, що є природним захистом від надмірного тиску під час систоли, цей механізм вимикається при стенозі так як стінки або зрощені, або малорухомі. Та основною рушійною силою при АС є принцип водоструминної помпи, він полягає в застої крові біля стінок аорти при швидкому викиді крові в центральних шарах, які виходять зі звуженого отвору АК. При даному русі при викиданні крові з лівого шлуночка через звужений отвір формуються завихрення (як при швидкому видиху в морозну погоду). Дані завихрення починають діяти як помпа і викачують з коронарних артерій кров, багату на кисень та поживні речовини. Саме тому гіпертрофований міокард (який і так потребує багато кисню за рахунок підсиленої роботи) починає втрачати кровопостачання через ефект водоструминної помпи. Як наслідок постійна гіпоксія веде до різних порушень у роботі та цілісності міокарда, які зв'язані з гіпоксією.